# Miranda (ort i Brasilien, Mato Grosso do Sul, Miranda)
Miranda är en ort i Brasilien.   Den ligger i kommunen Miranda och delstaten Mato Grosso do Sul, i den södra delen av landet, 1 000 km sydväst om huvudstaden Brasília. Miranda ligger 131 meter över havet och antalet invånare är 13 189.
Terrängen runt Miranda är platt, och sluttar västerut. Det finns inga andra samhällen i närheten.
Omgivningarna runt Miranda är huvudsakligen savann. Runt Miranda är det mycket glesbefolkat, med 4 invånare per kvadratkilometer.